# 리키아 문자

리키아 문자는 리키아어를 기록하기 위해 사용되었다. 그것은 리키아어와 같이 사멸하였다. 언어는 문자보다 먼저이며 기록되기전에 존재하였다. 리키아 문자는 카리아 문자와 같이 그리스 문자가 개조된 것이다. 기록 순서는 왼쪽에서 오른쪽이었다.
리키아 알파벳은 29음에 대한 문자를 포함한다. 약간의 음은 한 심벌이상으로 표현된다. 그것은 같은 문자로 생각된다. 6개의 모음이 있으며 "O"가 빠졌고 두개의 비모음이 추가되고 두개의 알려지지 않은 문자가 있다.
리키아의 문자의 12개는 그리스 알파벳에서 유래 하였다.
| 리키아 글자 | 알파벳 | 음     | 비고           |
| ----------- | ------ | ------ | -------------- |
|             | a      | 모음   |                |
|             | ã      | 비음   | "an" 의 음절값 |
| B or b      | b      | 폐쇄음 |                |
| Δ           | d      | 폐쇄음 |                |
| ↑           | e      | 모음   |                |
|             | ẽ      | 비음   |                |
|             | g      | 폐쇄음 |                |
| +           | h      | 마찰음 |                |
| E           | i      | 모음   |                |
| I           | j or y | 반모음 |                |
|             | z      | 마찰음 |                |
| K or        | k      | 폐쇄음 |                |
| Λ           | l      | 측음   |                |
| M           | m      |        |                |
| X           | m̃      |        |                |
| N,          | n      |        |                |
|             | ñ      |        |                |
| Γ           | p      | 폐쇄음 |                |
|             | q      |        |                |
| Р           | r      | 유음   |                |
| S           | s      | 마찰음 |                |
| T           | t      | 폐쇄음 | ñt는 "d"       |
|             | τ      |        |                |
|             | θ      |        |                |
| O           | u      | 모음   |                |
| F           | w      | 반모음 |                |
|             | χ      |        |                |
|             | ?      |        |                |
|             | ?      |        |                |

## 같이 보기
- 리키아어